# Robin Webb
Robin Webb bestyrer Animal Liberation Press Office i Storbritannien, som udgiver materialer på vegne af dyreretsaktivister som opererer under navnet Animal Liberation Front (ALF). 
Webb var tidligere medlem af bestyrelsen for Royal Society for the Prevention of Cruelty to Animals (RSPCA), og direktør for Animal Aid.  Han har om sin stilling som dyreretsaktivisternes pressekontakt at han "aldrig vil kritisere en handling, uanset hvilken, så længe den er begået med den intention at fremme dyrenes befrielse." Efter dette er Webb blevet kritiseret for at blåstemple voldsaktioner. Webb har dog udpeget at ALF har tre retningslinjer, hvoraf en er at "tage alle mulige forholdsregler for ikke at skade eller bringe liv i fare, mennekelige såvel som ikkemenneskelige." 

## Fodnoter
1. ↑  "History of the Animal Liberation Press Office" Arkiveret 7. december 2006 hos  Wayback Machine, Animal Liberation Supporters' Group
2. 1 2  "Staying on Target and Going the Distance: An Interview with UK A.L.F. Press Officer Robin Webb" Arkiveret 23. juni 2006 hos  Wayback Machine, No Compromise, Udgave 22